# Kabinett Uno
Das Kabinett Uno (jap. 宇野内閣, Uno naikaku) regierte Japan unter Führung von Premierminister Sōsuke Uno vom 3. Juni bis zum 10. August 1989.
Nach dem Rücktritt Noboru Takeshitas (Takeshita-Faktion unter Vorsitz von Shin Kanemaru) als Vorsitzender der Liberaldemokratischen Partei (LDP) und Premierminister in der Folge des Recruit-Skandals wurde Uno (Nakasone-Faktion) am 2. Juni 1989 zum Parteivorsitzenden bestimmt und einen Tag später im Parlament als Premierminister designiert.
Uno selbst wurde bald Gegenstand eines Skandals um eine außereheliche Affäre. Bei der Wahl zum Sangiin, dem Oberhaus, am 23. Juli 1989 erlitt seine LDP eine verheerende Niederlage und verlor die Mehrheit in der zweiten Kammer. Uno kündigte einen Tag später seinen Rücktritt an, das Kabinett blieb bis zur Wahl Toshiki Kaifus zum Nachfolger Anfang August im Amt.

## Staatsminister
| Amt                                                                                              | Name               | Kammer  | Fraktion | Faktion    |
| ------------------------------------------------------------------------------------------------ | ------------------ | ------- | -------- | ---------- |
| Premierminister                                                                                  | Sōsuke Uno         | Shūgiin | LDP      | (Nakasone) |
| Justizminister                                                                                   | Kazuo Tanikawa     | Shūgiin | LDP      | Kōmoto     |
| Außenminister                                                                                    | Hiroshi Mitsuzuka  | Shūgiin | LDP      | Abe        |
| Finanzminister                                                                                   | Tatsuo Murayama    | Shūgiin | LDP      | Miyazawa   |
| Bildungsminister                                                                                 | Takeo Nishioka     | Shūgiin | LDP      | Miyazawa   |
| Gesundheits- und Sozialminister                                                                  | Jun’ichirō Koizumi | Shūgiin | LDP      | Abe        |
| Minister für Landwirtschaft, Forsten und Fischerei                                               | Hisao Horinouchi   | Shūgiin | LDP      | Nakasone   |
| Minister für Internationalen Handel und Industrie                                                | Seiroku Kajiyama   | Shūgiin | LDP      | Takeshita  |
| Verkehrsminister                                                                                 | Shinjirō Yamamura  | Shūgiin | LDP      | Takeshita  |
| Postminister                                                                                     | Kanezō Muraoka     | Shūgiin | LDP      | Takeshita  |
| Arbeitsminister                                                                                  | Mitsuo Horiuchi    | Shūgiin | LDP      | Miyazawa   |
| Bauminister                                                                                      | Takeshi Noda       | Shūgiin | LDP      | Nakasone   |
| Innenminister Vorsitzender der Nationalen Kommission für Öffentliche Sicherheit                  | Shigenobu Sakano   | Sangiin | LDP      | Takeshita  |
| Chefkabinettssekretär                                                                            | Masajūrō Shiokawa  | Shūgiin | LDP      | Abe        |
| Leiter der Behörde für Management und Koordination                                               | Yukihiko Ikeda     | Shūgiin | LDP      | Miyazawa   |
| Leiter der Behörde für die Entwicklung Okinawas Leiter der Behörde für die Entwicklung Hokkaidōs | Kichio Inoue       | Sangiin | LDP      | Nikaidō    |
| Leiter der Verteidigungsbehörde                                                                  | Taku Yamasaki      | Shūgiin | LDP      | Nakasone   |
| Leiter des Wirtschaftsplanungsamts                                                               | Michio Ochi        | Shūgiin | LDP      | Abe        |
| Leiter der Behörde für Wissenschaft und Technologie                                              | Kishirō Nakamura   | Shūgiin | LDP      | Takeshita  |
| Leiter der Umweltbehörde                                                                         | Tatsuo Yamazaki    | Sangiin | LDP      | Miyazawa   |
| Leiter der Behörde für Staatsland                                                                | Eiji Nonaka        | Shūgiin | LDP      | Takeshita  |

Anmerkung: Der Parteivorsitzende und Premierminister gehört während seiner Amtszeit offiziell keiner Faktion an.